# Иван Филипов (футболист)
Вижте пояснителната страница за други личности с името Иван Филипов.
Иван Филипов е бивш български футболист, полузащитник. Роден на 12 юни 1936 г. в Поморие. Един от най-добрите играчи в историята на Спартак (Варна). Играе във ФК Поморие от 1954 до 1956 г. и в Спартак (Варна) от 1956 до 1968 г. Традиционният му пост е ляв инсайд.
С Поморие записва 47 срещи и 11 гола в Б група. Със Спартак има 168 мача и 29 гола в А група и 81 срещи с 19 попадения във втория ни ешелон. С 3 срещи и 1 гол в юношеския ни национален отбор, както и с 1 мач и 1 гол в младежката ни формация. Със „соколите“ е финалист за Купата на Съветската армия през 1961 г. През 1962 г. попада в разширения списък от футболисти за Световното първенство в Чили, но в крайна сметка не заминава за Южна Америка.
След приключването на състезателната си кариера е дългогодишен треньор в Спартак (Варна). На няколко пъти води първия тим на варненци, като освен това е бил помощник и треньор в школата.

## Статистика по сезони
| Сезон   | Отбор        | Първенство | Мачове | Голове |
| ------- | ------------ | ---------- | ------ | ------ |
| 1956    | Спартак (Вн) | А група    | 2      | 0      |
| 1957    | Спартак (Вн) | А група    | 19     | 2      |
| 1958    | Спартак (Вн) | А група    | 9      | 1      |
| 1958/59 | Спартак (Вн) | А група    | 17     | 1      |
| 1959/60 | Спартак (Вн) | А група    | 19     | 3      |
| 1960/61 | Спартак (Вн) | А група    | 19     | 6      |
| 1961/62 | Спартак (Вн) | А група    | 10     | 4      |
| 1962/63 | Спартак (Вн) | А група    | 21     | 0      |
| 1963/64 | Спартак (Вн) | А група    | 28     | 8      |
| 1964/65 | Спартак (Вн) | Б група    | 32     | 11     |
| 1965/66 | Спартак (Вн) | А група    | 24     | 4      |
| 1966/67 | Спартак (Вн) | Б група    | 29     | 7      |
| 1967/68 | Спартак (Вн) | Б група    | 20     | 2      |